# Grande Hotel (Cuiabá)
O Grande Hotel é um bem tombado localizado no município de Cuiabá, no Mato Grosso. Popularmente conhecido como Grande Hotel, o prédio é chamado Edifício Júlio Muller e é tombado como Patrimônio Histórico e Artístico Estadual.
A construção é parte das quinze Obras Oficiais de Cuiabá, erguidas durante o Governo do Presidente Getúlio Vargas (Estado Novo), que vieram dotar a cidade de infraestrutura para sua solidificação como capital do Estado. As obras se iniciaram em 1940 sendo o projeto desenvolvido pelo arquiteto Carlos Porto e concretizado pelo engenheiro Cássio Veiga de Sá, contendo 38 quartos sendo quatro suítes.
Posteriormente, foi adaptado para sediar administração central do Banco do Estado de Mato Grosso S/A (BEMAT), criado em 1965 e desativado em 1995. Atualmente, o prédio é ocupado pela Secretaria de Estado de Cultura.